# 화순초등학교 수만분교
화순초등학교 수만분교는 전라남도 화순군 화순읍 수만리 75에 있었던 초등학교 분교이다.

## 연혁
- 1958년 3월 24일 동면국민학교 국동분교 개교
- 1960년 3월 24일 동면북국민학교 인가
- 1973년 10월 10일 화순동국민학교로 개칭(행정구역 변경)
- 1989년 3월 1일 화순국민학교 수만분교로 변경
- 1997년 3월 1일 폐교(화순초등학교로 통폐합)